# 간디 자얀티
간디 자얀티(Gandhi Jayanti)는 인도에서 마하트마 간디의 생일을 기념하는 기념일이다. 매년 10월 2일에 기념되며, 인도의 3개의 국경일 중 하나다. 유엔은 이 날을 국제 비폭력의 날로 기념하고 있다.